# 18845 Cichocki
18845 Cichocki (1999 RY27) là một tiểu hành tinh vành đai chính được phát hiện ngày 7 tháng 9 năm 1999 by Herman Mikuž ở Črni Vrh Observatory.